# Kopidil
Kopidil is een bestuurslaag in het regentschap Alor van de provincie Oost-Nusa Tenggara, Indonesië. Kopidil telt 930 inwoners (volkstelling 2010).